# 卡里尔·帕克·哈斯金斯
卡里尔·帕克·哈斯金斯（Caryl Parker Haskins，1908年—2001年) 是美国科学家、作家、发明家、慈善家、政府顾问和昆虫学家。 
1930年，卡里尔·帕克·哈斯金斯获得耶魯大學学士学位。1935年獲得哈佛大学博士學位。 1935年，他与富兰克林·库珀一起创立了哈斯金斯实验室，这是一个私人的非盈利研究实验室。他还在卡内基科学研究所和史密森尼学会等非营利组织的董事会任职。